# Thermonectus basillaris
Thermonectus basillaris is een keversoort uit de familie waterroofkevers (Dytiscidae). De wetenschappelijke naam van de soort is voor het eerst geldig gepubliceerd in 1829 door Thaddeus William Harris.